# イサレ郡
イサレ郡（Isale, Isare）は、ブルンジ・ブジュンブラ県の郡（コミューン）。中心地はルシュビ。
2015年3月26日、ブジュンブラ近郊県の県都に指定された。2025年の行政区画再編によりブジュンブラ近郊県は廃止され、イサレ郡は新設されたブジュンブラ県の一部となった。
面積は201平方キロメートル、人口は約15万人（2024年国勢調査）。2025年の再編前は現在よりも小さく、面積は112平方キロメートル、人口は78,740人（2008年国勢調査）であった。

## 下位行政区画
2025年の再編以降、イサレ郡は7地区（Zone）と42区（Colline）から成る。
1. キブイェ地区（Kibuye）
2. キラマ地区（Kirama）
3. マゲヨ地区（Mageyo）
4. Martyazo地区
5. ムビンビ地区（Mubimbi）
6. ルシュビ地区（Rushubi）
7. Ryaruscra地区